# Моніга-дель-Гарда
Моніга-дель-Гарда, Моніґа-дель-Ґарда (італ. Moniga del Garda) — муніципалітет в Італії, у регіоні Ломбардія, провінція Брешія.
Моніга-дель-Гарда розташована на відстані близько 440 км на північ від Рима, 110 км на схід від Мілана, 24 км на схід від Брешії.

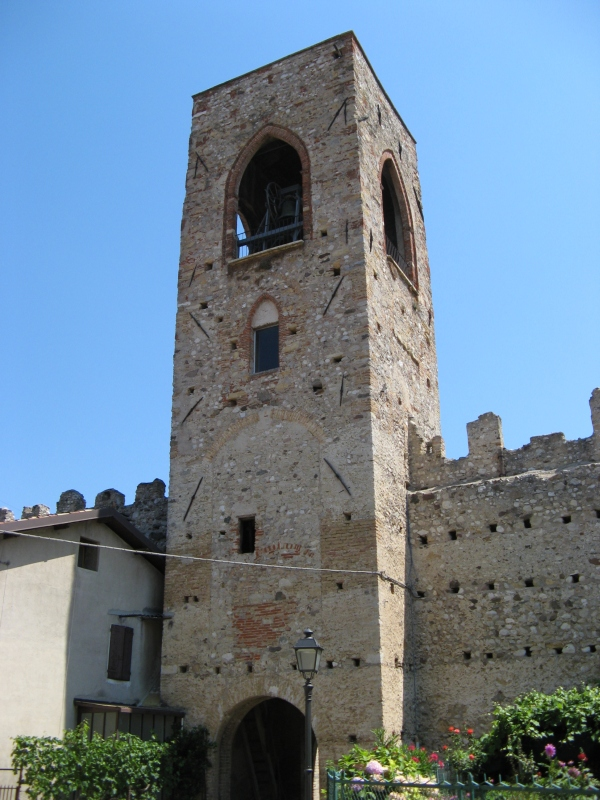

Населення — 2504 особи (2014).

## Демографія
Населення за роками:

Станом на 1 січня 2023 року в муніципалітеті офіційно проживали 262 іноземці з 44 країн, серед них 110 громадян країн Євросоюзу та 26 громадян України.

## Сусідні муніципалітети
- Манерба-дель-Гарда
- Паденге-суль-Гарда
- Сояно-дель-Лаго